# Mjäll
Mjäll är vita flagor, bestående av döda hudceller, som bildas på huvudets hårbotten. Eftersom hudceller normalt dör och flagnar bort är en liten mängd mjäll normalt och ganska vanligt. Några människor har dock en ovanligt hög förekomst av hudflagor. De som har extra tjockt hår kan få mjäll då vattnet i hårbotten efter duschning är kvar, vilket torkar ut håret. Dessa syns som vita eller grå fläckar i håret eller på den drabbades axlar. Mjäll innebär inte bara social genans; även fysiska besvär som rodnad och hudirritation kan uppstå. Vad mjäll orsakas av är inte klarlagt, men orsakas troligtvis av en jästsvamp som finns i huden på vuxna. Det finns två sorters mjäll, torr eller fet. Den torra flagnar av som snö, medan den feta ligger som en gulaktig beläggning i hårbotten. De flesta fall av mjäll kan behandlas med speciella schampon. 
Om man använder mycket och starka hårmedel kan mjällproduktionen öka.
Mjäll kan också vara ett symtom på seborré (om det är förknippat med rodnad eller klåda), psoriasis, svampinfektion eller huvudlöss. Klådan som uppstår kan få patienten att klia sig till den grad att huden spricker. Detta i sin tur ökar risken för infektioner, särskilt från stafylokocker och streptokocker.

## Källhänvisningar
1. 1 2 3  "mjäll". NE.se. Läst 29 november 2014.
2. ↑  ”Mjäll”. Vårdguiden. http://www.1177.se/Stockholm/Fakta-och-rad/Sjukdomar/Mjall/?ar=True. Läst 26 februari 2015.